# Hasko
Hasko ist ein männlicher Vorname germanischen Ursprungs, die friesische Koseform des Vornamens Hasso.
Zur Namensbedeutung von Hasso existieren verschiedene Thesen. Der Name wird sowohl als Ableitung vom althochdeutschen Hassi „der Hesse“ gesehen, oder als Kurzform von Namen mit dem Element Hart- „hart, stark“ verstanden, oder als Kurzform von Hadubert „Kampf + hell“ interpretiert.
Daneben wird Hasko in Irland als eine von vielen Kurzformen für den englischen Vornamen Harold (dt. Harald) verwendet.
International ist Hasko als Vorname nicht verbreitet, er beschränkt sich auf den deutschen Sprachraum, insbesondere auf den friesischen. Als Familienname hingegen kommt Hasko im tschechischen Raum vor, die weibliche Variante dazu ist Hasková.

## Bekannte Personen mit dem Vornamen Hasko
- Hasko Baumann (* 1970), deutscher Redakteur, Regisseur, Autor, Träger des 42. Grimme-Preises 2006
- Hasko Weber (* 1963), deutscher Schauspieler, Theaterregisseur und -intendant